# 20 kilometer snelwandelen
De 20 kilometer snelwandelen is een snelwandelonderdeel, dat op internationale kampioenschappen voor mannen en vrouwen wordt gehouden. Bij deze kampioenschappen wordt het nummer meestal op een stratencircuit gelopen. Sinds de Olympische Zomerspelen 1956 is het een olympisch nummer bij de mannen, sinds de Olympische Zomerspelen 2000 ook bij de vrouwen.
Er worden ook baanwedstrijden over 20 kilometer snelwandelen gehouden, meestal aangegeven met 20.000 meter snelwandelen. De Nederlandse kampioenschappen worden soms op de baan en soms op de weg gehouden, afhankelijk van de mogelijkheden.
Het parcours van een wedstrijd 20 kilometer snelwandelen bestaat uit een ronde van tussen de 2 en 2,5 kilometer. Als, zoals bij kampioenschappen, start en finish op een atletiekbaan zijn, dan moet het parcours zo dicht mogelijk bij het stadion liggen.

## Wereldrecords
- Mannen, op de baan:
  - Eerste tijd onder 1:40 uur: 1:39.25, Hermann Müller,  GER, 1909
  - Eerste tijd onder 1:35 uur: 1:34.26,0, Jānis Daliņš,  LAT, 1933
  - Eerste tijd onder 1:30 uur: 1:28.45,2, Leonid Spirin,  URS, 1956
  - Eerste tijd onder 1:25 uur: 1:24.45,0, Bernd Kannenberg,  FRG, 1974
  - Eerste tijd onder 1:20 uur: 1:19.41,0, Ernesto Canto,  MEX, 1983

- Mannen, op de weg:
  - Eerste tijd onder 1:35 uur: 1:34.15, Václav Balšán,  TCH, 1933
  - Eerste tijd onder 1:30 uur: 1:28.39, Wladimir Guk,  URS, 1957
  - Eerste tijd onder 1:25 uur: 1:24.50, Paul Nihill,  GBR, 1972
  - Eerste tijd onder 1:20 uur: 1:19.35, Domingo Colin,  MEX, 1980

- Vrouwen, op de baan:
  - Eerste tijd onder 1:35 uur: 1:30.48, Rossella Giordano,  ITA, 2000
  - Eerste tijd onder 1:30 uur: 1:26.52, Olimpiada Ivanova,  RUS, 2001

- Vrouwen, op de weg:
  - Eerste tijd onder 2 uur: 1:59.01, Lina Aebersold,  SUI, 1934
  - Eerste tijd onder 1:50 uur: 1:47.09, Margareta Simu,  SWE, 1973
  - Eerste tijd onder 1:40 uur: 1:39.31, Susan Cook,  AUS, 1981
  - Eerste tijd onder 1:35 en 1:30 uur: 1:29.40, Kerry Saxby-Junna,  AUS, 1988
  - Eerste tijd onder 1:25 uur: 1:24.50, Olimpiada Ivanova,  RUS, 2001

## Continentale records
| Continent                | Geslacht | Prestatie    | Atleet                 | Land | Datum            | Plaats      |
| ------------------------ | -------- | ------------ | ---------------------- | ---- | ---------------- | ----------- |
| Afrika                   | M        | 1:18.23      | Samuel Kireri Gathimba | KEN  | 18 juni 2021     | Nairobi     |
| Afrika                   | V        | 1:30.40      | Grace Wanjiru          | KEN  | 6 juni 2018      | Nairobi     |
| Noord- en Midden-Amerika | M        | 1:17.39      | Evan Dunfee            | CAN  | 16 februari 2025 | Adelaide    |
| Noord- en Midden-Amerika | V        | 1:28.31      | Mirna Ortíz            | GUA  | 6 april 2013     | Rio Maior   |
| Zuid-Amerika             | M        | 1:17.21      | Jefferson Pérez        | ECU  | 23 augustus 2003 | Saint-Denis |
| Zuid-Amerika             | V        | 1:25.29      | Glenda Morejón         | ECU  | 8 juni 2019      | La Coruña   |
| Azië                     | M        | 1:16.10 (WR) | Toshikazu Yamanishi    | JPN  | 16 april 2025    | Kobe        |
| Azië                     | V        | 1:23.49 (WR) | Jiayu Yang             | CHN  | 20 maart 2021    | Huangshan   |
| Europa                   | M        | 1:17.02      | Yohann Diniz           | FRA  | 8 maart 2015     | Arles       |
| Europa                   | V        | 1:25.08      | Vera Sokolova          | RUS  | 26 februari 2011 | Sochi       |
| Oceanië                  | M        | 1:17.33      | Nathan Deakes          | AUS  | 23 april 2005    | Cixi        |
| Oceanië                  | V        | 1:26.25      | Jemina Montag          | AUS  | 1 augustus 2024  | Parijs      |

Bijgewerkt tot 24 april 2025.

## Ontwikkeling wereldrecord (weg)

### Mannen
| Tijd (h) | Naam                       | Land | Datum             | Plaats             |
| -------- | -------------------------- | ---- | ----------------- | ------------------ |
| 1:38.43  | Hermann Müller             | GER  | 4 oktober 1911    | Berlijn            |
| 1:37.57  | Emile Anthoine             | FRA  | 13 juli 1913      | Parijs             |
| 1:34.15  | Václav Balšán              | TCH  | 13 augustus 1933  | Český Brod         |
| 1:33.25  | Fritz Bleiweiss            | GER  | 7 juni 1936       | Fürstenwalde/Spree |
| 1:32.12  | John Mikaelsson            | SWE  | 30 mei 1937       | Malmö              |
| 1:31.44  | John Mikaelsson            | SWE  | 10 juni 1946      | Stockholm          |
| 1:31.21  | Josef Dolezal              | TCH  | 5 juni 1955       | Praag              |
| 1:30.36  | Wladimir Golubnitschi      | URS  | 23 september 1955 | Kiev               |
| 1:30.00  | Josef Dolezal              | TCH  | 25 juli 1956      | Praag              |
| 1:28.39  | Wladimir Guk               | URS  | 13 april 1957     | Kiev               |
| 1:27.29  | Leonid Spirin              | URS  | 7 juli 1957       | Moskou             |
| 1:27.04  | Wolodymyr Holubnitschy     | URS  | 5 juli 1959       | Moskou             |
| 1:25.58  | Anatoli Wedjakow           | URS  | 6 september 1959  | Moskou             |
| 1:25.22  | Gennadi Agapow             | URS  | 21 juli 1968      | Leningrad          |
| 1:25.19  | Gennadi Agapow             | URS  | 7 mei 1972        | Oost-Berlijn       |
| 1:24.50  | Paul Nihill                | GBR  | 30 juli 1972      | Douglas            |
| 1:23.40  | Daniel Bautista            | MEX  | 30 mei 1976       | Bydgoszcz          |
| 1:23.30  | Anatoli Solomin            | URS  | 19 juli 1978      | Vilnius            |
| 1:23.12  | Roland Wieser              | GDR  | 30 augustus 1978  | Praag              |
| 1:22.19  | Wadim Zwetkow              | URS  | 13 mei 1979       | Klaipėda           |
| 1:22.16  | Daniel Bautista            | MEX  | 19 mei 1979       | Valencia           |
| 1:21.04  | Daniel Bautista            | MEX  | 9 juni 1979       | Vretstorp          |
| 1:21.01  | Reima Salonen              | FIN  | 9 september 1979  | Raisio             |
| 1:21.00  | Daniel Bautista            | MEX  | 30 maart 1980     | Xalapa             |
| 1:19.35  | Domingo Colin              | MEX  | 27 april 1980     | Tsjerkasy          |
| 1:19.30  | Jozef Pribilinec           | TCH  | 24 september 1983 | Bergen             |
| 1:19.24  | Carlos Mercenario          | MEX  | 3 mei 1987        | New York           |
| 1:19.12  | Axel Noack                 | GDR  | 21 juni 1987      | Karl-Marx-Stadt    |
| 1:19.08  | Michail Sjtsjennikov       | URS  | 30 juli 1988      | Kiev               |
| 1:18.20  | Andrej Perlov              | URS  | 26 mei 1990       | Moskou             |
| 1:18.13  | Pavol Blazek               | TCH  | 16 september 1990 | Hildesheim         |
| 1:18.04  | Lingtang Bo                | CHN  | 7 april 1994      | Peking             |
| 1:17.46  | Julio René Martínez        | GUA  | 8 mei 1999        | Eisenhüttenstadt   |
| 1:17.22  | Francisco Javier Fernández | ESP  | 28 april 2002     | Turku              |
| 1:17.21  | Jefferson Pérez            | ECU  | 23 augustus 2003  | Parijs             |
| 1:17.16  | Vladimir Kanajkin          | RUS  | 29 september 2007 | Saransk            |

### Vrouwen
| Tijd (h) | Naam              | Land | Datum             | Plaats     |
| -------- | ----------------- | ---- | ----------------- | ---------- |
| 2:24.00  | Antonie Briksová  | TCH  | 6 september 1931  | Praag      |
| 2:14.07  | Antonie Odvárková | TCH  | 14 september 1931 | Praag      |
| 1:59.02  | Lina Aebersold    | SUI  | 9 juni 1934       | Zürich     |
| 1:57.35  | Marie van Tonder  | RSA  | 28 juli 1962      | Kaapstad   |
| 1:57.26  | Irma Hansson      | SWE  | 27 oktober 1963   | Kopenhagen |
| 1:54.30  | Irma Hansson      | SWE  | 22 oktober 1967   | Kopenhagen |
| 1:53.46  | Karin Möller      | DEN  | 27 oktober 1968   | Kopenhagen |
| 1:51.05  | Irma Hansson      | SWE  | 12 oktober 1969   | Kopenhagen |
| 1:47.10  | Margareta Simu    | SWE  | 22 september 1973 | Kopenhagen |
| 1:43.38  | Lilian Harpur     | AUS  | 16 juli 1977      | Adelaide   |
| 1:43.20  | Thorill Gylder    | NOR  | 23 april 1978     | Mixhuca    |
| 1:41.42  | Susan Cook        | AUS  | 3 februari 1980   | Melbourne  |
| 1:39.31  | Susan Cook        | AUS  | 20 december 1981  | Melbourne  |
| 1:36.36  | Susan Cook        | AUS  | 19 december 1982  | Melbourne  |
| 1:36.23  | Susan Cook        | AUS  | 7 juli 1984       | Canberra   |
| 1:36.19  | Sally Pierson     | AUS  | 17 juli 1984      | Melbourne  |
| 1:29.40  | Kerry Junna-Saxby | AUS  | 13 mei 1988       | Värnamo    |
| 1:27.30  | Liu Hongyu        | CHN  | 1 mei 1995        | Peking     |
| 1:26.22  | Wang Yan          | CHN  | 19 november 2001  | Kanton     |
| 1:25.41  | Olimpiada Ivanova | RUS  | 7 augustus 2005   | Helsinki   |
| 1:25.08  | Vera Sokolova     | RUS  | 26 februari 2011  | Sotsji     |

Op 23 februari 2008 snelwandelde Olga Kaniskina naar een tijd van 1:25.11 bij de Russische Winterkampioenschappen in Adler, maar deze tijd zal vermoedelijk niet erkend worden vanwege het ontbreken van voldoende gekwalificeerde scheidsrechters.

## Top 10 aller tijden Nederland

### Mannen
| Tijd (h)   | Naam                   | Plaats         | Datum            |
| ---------- | ---------------------- | -------------- | ---------------- |
| 1:27.48,1* | Harold van Beek        | Bergen op Zoom | 15 juli 1995     |
| 1:28.31    | Jan Cortenbach         | Consdorf       | 24 augustus 1986 |
| 1:29.19    | Rick Liesting          | Lugano         | 11 maart 2018    |
| 1:29.37,5* | Frank van Ravensberg   | Sittard        | 24 juni 1984     |
| 1:31.24,2* | Marcel van Gemert      | Tilburg        | 5 april 1998     |
| 1:31.25,9* | Henk Plasman           | Tilburg        | 6 april 1997     |
| 1:31.41    | Ton van Andel          | Goirle         | 10 april 1988    |
| 1:33.54    | Jacques van Bremen     | Podebrady      | 10 april 2010    |
| 1:33.58    | Hans v.d. Knaap        | L'Hospitalet   | 27 mei 1989      |
| 1:35.50    | Dirk Maassen-v.d.Brink | Békéscsaba     | 2 april 1983     |

Tijden met een * zijn gerealiseerd op de baan.
2000: Wang Liping ·
2004: Athanasía Tsoumeléka ·
2008: Olga Kaniskina ·
2012: Qieyang Shenjie ·
2016: Liu Hong ·
2020: Antonella Palmisano ·
2024: Yang Jiayu
1956: Leonid Spirin ·
1960: Volodymyr Holoebnytsjy ·
1964: Ken Matthews ·
1968: Volodymyr Holoebnytsjy ·
1972: Peter Frenkel ·
1976: Daniel Bautista ·
1980: Maurizio Damilano ·
1984: Ernesto Canto ·
1988: Jozef Pribilinec ·
1992: Daniel Plaza ·
1996: Jefferson Pérez ·
2000: Robert Korzeniowski ·
2004: Ivano Brugnetti ·
2008: Valeri Bortsjin ·
2012: Chen Ding ·
2016: Wang Zhen ·
2020: Massimo Stano ·
2024: Brian Pintado
1999 Liu Hongyu ·
2001 Olimpiada Ivanova ·
2003 Jelena Nikolajeva ·
2005 Olimpiada Ivanova ·
2007 Olga Kaniskina ·
2009 Olga Kaniskina ·
2011 Olga Kaniskina ·
2013 Liu Hong ·
2015 Liu Hong ·
2017: Yang Jiayu ·
2019: Liu Hong ·
2022: Kimberly García ·
2023: María Pérez
1983: Ernesto Canto · 
1987: Maurizio Damilano · 
1991: Maurizio Damilano · 
1993: Valentí Massana · 
1995: Michele Didoni · 
1997: Daniel García · 
1999: Ilja Markov · 
2001: Roman Rasskazov · 
2003: Jefferson Pérez · 
2005: Jefferson Pérez · 
2007: Jefferson Pérez ·
2009: Valeri Bortsjin ·
2011: Valeri Bortsjin ·
2013: Aleksandr Ivanov ·
2015: Miguel Ángel López ·
2017: Éider Arévalo ·
2019: Toshikazu Yamanishi ·
2022: Toshikazu Yamanishi ·
2023: Álvaro Martín